# Ricardo Kirk
Le lieutenant Ricardo Kirk a été le premier aviateur de l'Armée de terre brésilienne.
Le lieutenant Kirk est né à Campos, État de Rio de Janeiro, en 1874. En 1891 il a été admis à l'école militaire. Il a été promu au grade d’Aspirant en novembre 1893 et aux grades de Premier lieutenant en mars 1898 et Capitaine en 1915 (Post-mortem).
Il est considéré comme le Patron de l'Aviation Légère de l'Armée de terre brésilienne.

## Histoire
C’est Roland Garros qui en janvier 1912, de passage à Rio avec la Queen Aviation Cy Lted de l’industriel américain Willis Mac Cormick, lui a donné son baptême de l’air et ses premiers conseils aéronautiques. Accompagnant le Major Païva Meira, chef de la Commission d’aviation militaire au Brésil, chargé d’un rapport sur la création d’une aviation militaire, Kirk avait abordé l’aviateur français à l’issue d’une de ses brillantes exhibitions aériennes et les trois hommes s’étaient rapidement mis d’accord pour l’organisation d’une sorte de Semaine de l’aviation militaire, afin d’initier de jeunes officiers à l’arme nouvelle, quelques séances pouvant se dérouler en public, d’autres devant rester strictement réservées à l’armée.
Garros fera plusieurs reconnaissances aériennes sur des camps militaires et sur Teresopolis, mais ce sont surtout les baptêmes de l’air donnés à une trentaine d’officiers qui marqueront en quelque sorte la naissance de l’aviation militaire brésilienne. Emmenés à cinq ou six cents mètres, les candidats-pilotes voyaient ainsi leur «impressionnabilité» testée avant que Garros ne leur mette en mains la «cloche» qui, sur le Blériot XI, préfigurait le manche à balai. Un ou deux seulement ne dépasseront pas la première épreuve. 
Dès le mois de septembre, Ricardo Kirk se rendra à la tête d’une délégation d’aspirants aviateurs brésiliens à l’École Blériot d’Étampes où il décrochera, le 22 octobre, son brevet de la Fédération Aéronautique Internationale, le no 1089. C’était le quatrième brevet de la FAI attribué à un pilote brésilien, après le no 12 de Santos-Dumont, le no 486 du Lieutenant de Vaisseau Georges Moller et le 559 du célèbre Eduardo Edu Chaves.
À son retour au Brésil, il a été l'un des fondateurs de l'Aéroclub Brésilien, où il a été affecté en tant que directeur technique.
Lors de la guerre du Contestado, à la frontière des États du Parana et de Santa Catarina le, Lt Ricardo Kirk a été convoqué par le général Setembrino de Carvalho pour conduire les opérations aériennes à l'appui des opérations terrestres, où il a mené essentiellement des missions de reconnaissance. Trois monoplans ont été déplacés et stationnés dans la zone de conflit, spécifiquement au camp aéronautique d’União da Vitória, sous le commandement du lieutenant Ricardo Kirk. L’autre aviateur était un civil, l’italien Ernesto Darioli. Ces trois appareils, ainsi que celui qui a été détruit lors du transport ferroviaire entre Rio de Janeiro et de la ville de União da Vitória, appartenaient à la flotte restante de l'École Brésilienne d'Aviation, qui avait déjà opéré dans le Camp d’Afonsos, Rio de Janeiro, en 1914, ou étaient des avions donnés par l’Aéroclub Brésilien.

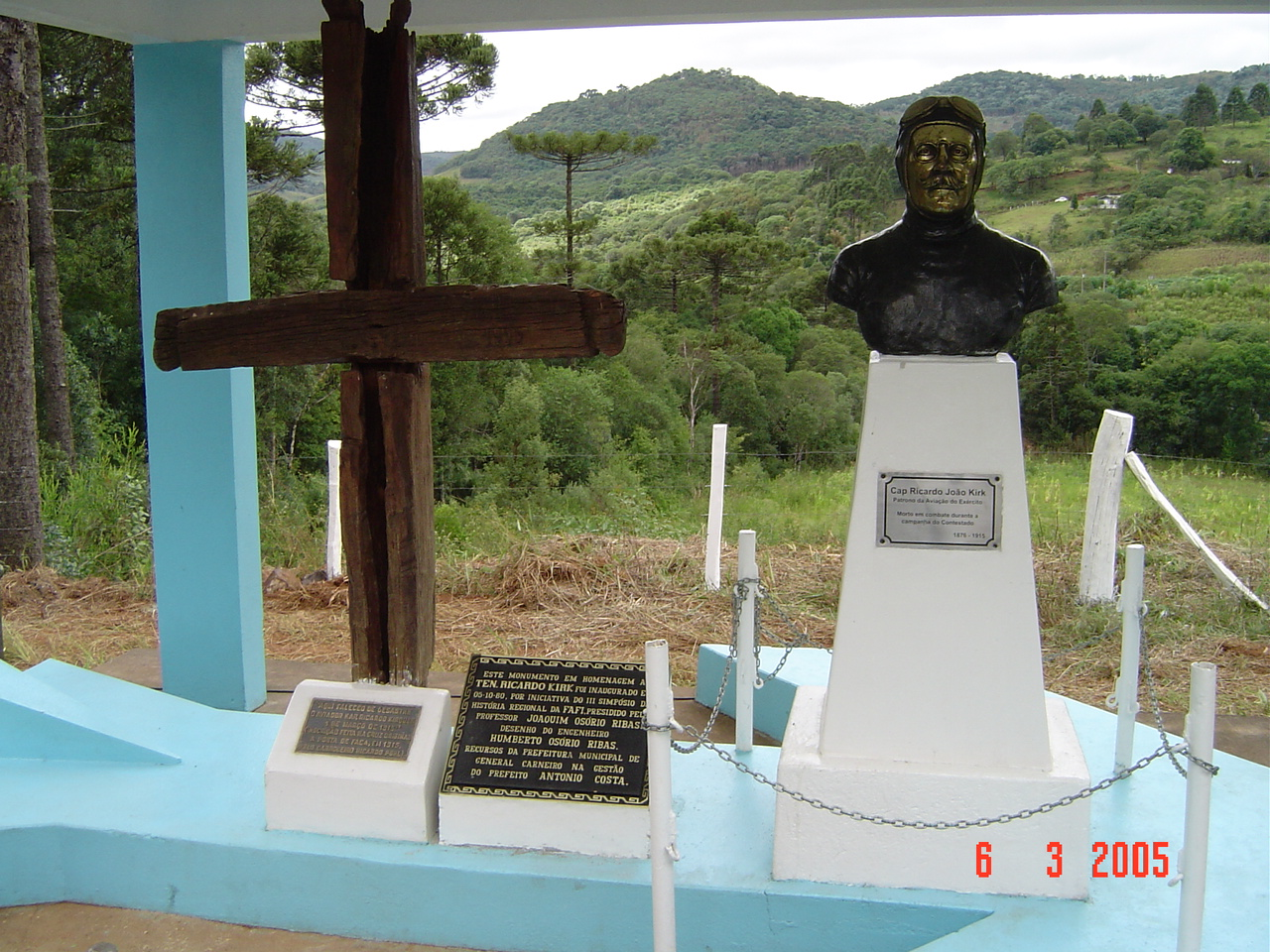
A Cruz do Aviador (La Croix du Aviateur), General Carneiro, PR,
2005.

Le 1er mars 1915, au cours d’une de ses missions, l’avion de Kirk a eu une panne mécanique ce qui, associé aux mauvaises conditions météorologiques, a conduit au grave accident qui a tué l'aviateur.
Sur l’endroit l'accident, aux bords de la route qui mène de União da Vitória à Caçador, dans la municipalité de General Carneiro, un monument appelé "La Croix de l’Aviateur" a été érigé. Il se compose uniquement d'une croix en bois, faite par le paysan qui a porté secours à Kirk. Elle est rustique, faite de pièces de la voie ferrée du Contestado avec le nom de Kirk taillé à couteau, placée au même endroit jusqu’à ce jour, pour marquer le premier accident mortel d'un aviateur brésilien. Le 5 octobre 1980, un autre monument a été inauguré au même endroit, par la municipalité, avec la construction d'une structure de béton armé symbolisant l’avion de Kirk, autour d’une croix. Le 10 mars 2002, le commandement de l'Aviation Légère de l'Armée de Terre Brésilienne a érigé sur place un buste en bronze de l'aviateur.
.

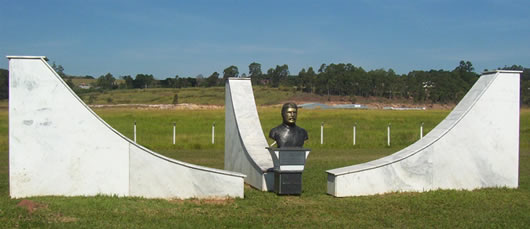
Monument a Ricardo Kirk a Taubaté 1996.

En octobre 1943, les restes du lieutenant Kirk ont été transférés au Mausolée des Aviateurs, dans le cimetière de São João Batista à Rio de Janeiro. En 1996, ils ont été transférés à un monument en son honneur, construit dans le Commandement de l'ALAT brésilienne à Taubaté - SP.
Dans le coin nord du Champ d’Aviation de Afonsos, une des plus importantes bases aériennes de la Force Aérienne Brésilienne, il y a une colline nommée Ricardo Kirk, en honneur du brave précurseur de l'aviation militaire.